# Haza (fogalom)
A haza az az ország, népközösség, amelyhez az adott személy tartozik, ahol otthon érzi magát, egyben az a hely, ahol az emberek nagyobb csoportja életlehetőségekre talál. Átvitt értelemben arra a területre, vidékre is alkalmazzák, ahonnan valami elterjedt.

## Etimológiája
A haza fogalma a középkorban, 1372 után alakult ki, a haza (hazafelé) határozószó főnevesülésével keletkezett a szóvégi „a” lativusi szerepének elhományosulása nyomán.

## A fogalom kialakulása, tartalma
A haza fogalma a szülőföld, azaz az adott ember felnőtté válási környezetének szeretetére, erre az ősi emberi érzésre alapul. A latin nyelvben a patria volt a megfelelője, ami a modern magyar nyelvben is ismeretes, a „szűkebb pátria” szófordulatban is használatos. Ez már a 13. század előtt is érzelmi színezetet kapott, összekapcsolódott a családi otthon, a nyugalom és a béke képzeteivel. Mályusz Elemér rámutatott arra, hogy a nép emlékezetében élő haza-kép már a fehér ló mondájában megjelenik: „földje termékeny, vize édes, rétje jó”. hivatkozza 
A középkori latin nyelvben a patria szó értelme Magyarországon is, az európai fejleményekkel párhuzamosan, a 11–12. század folyamán vetült ki a konkrét szülőföld fogalmáról a saját ország, a saját állam fogalmára. A 13. századtól a patria a kialakuló nemzetek hazájává válik.  Ugyanakkor a középkori magyarországi latin nyelvű források vizsgálatánál gyakran igen nehéz eldönteni, a patria szó az adott helyzetben országot, államot, szülőföldet, vagy a mai értelemben vett hazát jelent-e. Az 1270-es évektől kezdve azonban megsűrűsödnek ama források, amelyek esetében már egyértelműen a „haza” fordítás a megfelelő, hiszen a patria iránti önfeláldozó hűségről, annak védelméről esik szó bennük, ezért megállapítható, hogy a 13. század végi Magyarországon már jelen volt az érzelmi elemekkel telített haza fogalma.

## Anyaföld, apák földje
Az indoeurópai nyelvcsalád tagjai esetében a latin patria nyomán a haza elnevezése gyakran az apák földjével egyenlő (angol: fatherland, de a homeland a gyakoribb; német: Vaterland; orosz: отечество). Egyes nyelvekben a haza fogalmára az anyaföld kifejezés (is) használatos, ahogy a magyarban is előfordul. Hasonló a görögben a metropolisz eredeti jelentése (anyaváros).